# NHL 1939/40
Die NHL-Saison 1939/40 war die 23. Spielzeit in der National Hockey League. Sieben Teams spielten jeweils 48 Spiele. Den Stanley Cup gewannen die New York Rangers nach einem 4:2-Erfolg in der Finalserie gegen die Toronto Maple Leafs. Vor der Saison starb Montreals neuer Coach Babe Siebert, noch vor seinem ersten Spiel. Ende Februar wurde aus dem Madison Square Garden das erste NHL-Spiel im Fernsehen übertragen.

## Reguläre Saison

### Abschlusstabelle
Abkürzungen: W = Siege, L = Niederlagen, T = Unentschieden, GF= Erzielte Tore, GA = Gegentore, Pts = Punkte
|                     | W  | L  | T  | GF  | GA  | Pts |
| ------------------- | -- | -- | -- | --- | --- | --- |
| Boston Bruins       | 31 | 12 | 5  | 170 | 98  | 67  |
| New York Rangers    | 27 | 11 | 10 | 136 | 77  | 64  |
| Toronto Maple Leafs | 25 | 17 | 2  | 134 | 110 | 56  |
| Chicago Blackhawks  | 23 | 19 | 6  | 112 | 120 | 52  |
| Detroit Red Wings   | 16 | 26 | 6  | 91  | 126 | 38  |
| New York Americans  | 15 | 29 | 4  | 106 | 140 | 34  |
| Montréal Canadiens  | 10 | 33 | 5  | 90  | 168 | 25  |

### Beste Scorer
Abkürzungen: GP = Spiele, G = Tore, A = Assists, Pts = Punkte
| Spieler          | Team         | GP | G  | A  | Pts |
| ---------------- | ------------ | -- | -- | -- | --- |
| Milt Schmidt     | Boston       | 48 | 22 | 30 | 52  |
| Woody Dumart     | Boston       | 48 | 22 | 21 | 43  |
| Bobby Bauer      | Boston       | 48 | 17 | 26 | 43  |
| Gordie Drillon   | Toronto      | 43 | 21 | 19 | 40  |
| Bill Cowley      | Boston       | 48 | 13 | 27 | 40  |
| Bryan Hextall    | NY Rangers   | 48 | 24 | 15 | 39  |
| Neil Colville    | NY Rangers   | 48 | 19 | 19 | 38  |
| Syd Howe         | Detroit      | 46 | 14 | 23 | 37  |
| Toe Blake        | Montreal     | 48 | 17 | 19 | 36  |
| Murray Armstrong | NY Americans | 48 | 16 | 20 | 36  |

## Stanley-Cup-Playoffs
|  | Viertelfinale | Viertelfinale       | Viertelfinale       |                   |                     | Halbfinale | Halbfinale       | Halbfinale |  |  | Stanley-Cup-Finale | Stanley-Cup-Finale | Stanley-Cup-Finale |
|  |               |                     |                     |                   |                     |            |                  |            |  |  |                    |                    |                    |
|  |               |                     |                     |                   |                     |            |                  |            |  |  |                    |                    |                    |
|  |               |                     |                     |                   |                     |            |                  |            |  |  |                    |                    |                    |
|  | 1             | Boston Bruins       | 2                   |                   |                     |            |                  |            |  |  |                    |                    |                    |
|  | 1             | Boston Bruins       | 2                   |                   |                     |            |                  |            |  |  |                    |                    |                    |
|  |               |                     | 2                   | New York Rangers  | 4                   |            |                  |            |  |  |                    |                    |                    |
|  |               |                     |                     | New York Rangers  | 4                   |            |                  |            |  |  |                    |                    |                    |
|  |               |                     |                     |                   |                     |            |                  |            |  |  |                    |                    |                    |
|  |               |                     |                     |                   |                     |            |                  |            |  |  |                    |                    |                    |
|  |               |                     |                     |                   |                     | 2          | New York Rangers | 4          |  |  |                    |                    |                    |
|  |               | 3                   | Toronto Maple Leafs | 2                 |                     |            |                  |            |  |  |                    |                    |                    |
|  | 3             | Toronto Maple Leafs | 2                   |                   |                     |            |                  |            |  |  |                    |                    |                    |
|  | 4             | Chicago Black Hawks | 0                   |                   |                     |            |                  |            |  |  |                    |                    |                    |
|  | 4             | Chicago Black Hawks | 0                   | 3                 | Toronto Maple Leafs | 2          |                  |            |  |  |                    |                    |                    |
|  |               |                     |                     | 3                 | Toronto Maple Leafs | 2          |                  |            |  |  |                    |                    |                    |
|  |               |                     | 5                   | Detroit Red Wings | 0                   |            |                  |            |  |  |                    |                    |                    |
|  | 5             | Detroit Red Wings   | 5                   | Detroit Red Wings | 0                   | 2          |                  |            |  |  |                    |                    |                    |
|  | 5             | Detroit Red Wings   |                     |                   |                     |            |                  |            |  |  |                    |                    |                    |
|  | 6             | New York Americans  | 1                   |                   |                     |            |                  |            |  |  |                    |                    |                    |

## NHL Awards und vergebene Trophäen
| Auszeichnung          | Spieler          | Team              |
| --------------------- | ---------------- | ----------------- |
| Art Ross Trophy:      | Milt Schmidt     | Boston Bruins     |
| Calder Trophy:        | Kilby MacDonald  | New York Rangers  |
| Hart Memorial Trophy: | Ebbie Goodfellow | Detroit Red Wings |
| Lady Byng Trophy:     | Bobby Bauer      | Boston Bruins     |
| Vezina Trophy:        | Dave Kerr        | New York Rangers  |